# Contre-exemple
En logique, en rhétorique et en mathématiques, un contre-exemple est un exemple, un cas particulier ou un résultat général, qui contredit les premières impressions. Un contre-exemple peut aussi être donné pour rejeter une conjecture, c'est-à-dire un énoncé que les gens (et en particulier les mathématiciens) pensaient vrai.
Exemple: Toute notre vie on voit des cygnes blancs. On fait donc l'inférence que tous les cygnes sont blancs, jusqu'à ce qu'un événement change notre perception du réel. Par exemple si on voit un cygne noir, on remet en cause notre représentation du réel.

## Négation d'une généralité
La recherche d'un contre-exemple est une méthode utilisée pour prouver que certaines affirmations, prétendant à un caractère de généralité (c'est-à-dire les propositions universelles), sont fausses. Quand un  énoncé commence par «  Pour tout… »,  il suffit, pour prouver qu'il est faux, de trouver un élément (« il existe… »)  qui réalise les conditions imposées dans l'hypothèse sans que soit vérifiée la conclusion. C'est la donnée du contre-exemple. 
Contrairement à la vie courante, où il est d'usage de dire que l'exception confirme la règle, en mathématique, l'existence d'une exception infirme la règle.
Cette méthode est utilisée très tôt dans la pratique mathématique soit pour mettre à bas une conjecture, soit pour prouver qu'une propriété n'est pas réalisée.
Ainsi  pour prouver qu'une fonction réelle f  n'est pas paire, il suffit d'exhiber un seul réel x pour lequel f(x) diffère de f(–x) alors qu'il faudrait, pour prouver que la fonction est paire démontrer que l'égalité f(x) = f(–x) est vraie pour tout réel x appartenant à l'ensemble de définition de f.

## Contre-exemple et conjecture
Dans la recherche mathématique, il est fréquent que soient émises des conjectures, c'est-à-dire des propriétés que l'on pense être justes. La découverte d'un contre-exemple permet d'arrêter la recherche d'une démonstration ou d'affiner les hypothèses nécessaires à la réalisation de la conclusion. 
C'est ainsi que Fermat conjectura que tous les nombres {\displaystyle \ F_{n}=2^{2^{n}}+1} (où n est un entier naturel quelconque ; ils sont appelés nombres de Fermat) sont premiers, car il avait constaté que les nombres {\displaystyle \ F_{0}}, {\displaystyle \ F_{1}}, {\displaystyle \ F_{2}}, {\displaystyle \ F_{3}} et {\displaystyle \ F_{4}} le sont.
Euler prouva que cette conjecture était fausse en exhibant le contre-exemple suivant : il calcula {\displaystyle \ F_{5}}, qui vaut 4 294 967 297 et qui est divisible par 641.
De même,  la conjecture « Une fonction dérivable est-elle intégrale indéfinie de sa dérivée ? » et la découverte de multiples contre-exemples comme celui de l'escalier de Cantor ont permis aux mathématiciens d'affiner les concepts d'intégrale et de primitive.

## Contre-exemple en pédagogie
En pédagogie, la donnée  de contre-exemples permet de mettre en évidence la nécessité de la présence de chacune des hypothèses d'un théorème.